# Пермендюр

Стержні з пермендюру

Пермендю́р (англ. permendur: permeability — «проникність»; durable — «міцний») — прецизійний магніто-м'який сплав заліза (47-50%) з кобальтом (48-50%), та малим доданком ванадію (1,5-2%). Здешевлений варіант сплаву містить близько 24% кобальту. Сплав створено в США в 1920-х роках. Характеризується властивістю насичення магнітної проникності за дуже високих значень індукції магнітного поля (2-2,4 Тл). Сучасні рецептури сплаву містять невеликі кількості ніобію, кремнію та марганцю для покращення властивостей холодного формування.
Найвідоміши різновиди сплаву:
- Permendur 2V (Vanadium Permendur, Permendur 49): винайдений Вайтом і Валом (англ. White and Wahl) у 1932 році, він складається приблизно з 49% кобальту, 49% заліза та 2% ванадію. Ванадій покращує пластичність і оброблюваність.
- Supermendur (Hiperco 50): винайдений Гулдом і Венні (англ. Gould and Wenny) у 1957 році, що має склад, подібний до Permendur 49, але із зеренноорієнтованою структурою, завдяки чому має квадратну петлю гістерезису та значно менші втрати в осердях трансформаторів.

За ГОСТ 10994-74 сплави маркуються як 49К2Ф, 49К2Ф2, 49КФ (аналоги Permendur-49), 27КХ (аналог Permendur-24).
За значеннями магнітної проникності в полях, напруженість яких >4 А/см і за точкою Кюрі, яка становить 950-980 °C, пермендюр значно перевищує електротехнічну сталь та залізо.
Застосовується для виготовлення полюсних кінців електромагнітів, роторних пластин малогабаритних електродвигунів та інших приладів, де необхідно сконцентрувати в малому просторі потужний потік різних силових ліній. Оскільки матеріал не має дефектів, що підвищують опір руху меж магнітних доменів, то в ньому відсутня кристалографічна анізотропія.
Коерцитивність можна контролювати, змінюючи концентрацію ванадію. Еквіатомні кобальт-залізні сплави з більшою кількістю ванадію (2-5%), ніж у пермендюру, називаються ремендуром. Це магнітний матеріал із середньою коерцитивністю, який заповнює розрив між кобальтово-залізними сплавами марок Permendur та Vicalloy із 8-15% ванадію.